# Upploppen i Baltimore 2015
Upploppen i Baltimore 2015 syftar på de upplopp som uppstod efter att den afroamerikanske mannen Freddie Gray greps i Baltimore i USA. Gray skadades så allvarligt att han senare avled till följd av skadorna. Upploppen som följde resulterade i över 200 gripanden, över 20 skadade poliser, runt 150 bilbränder samt omfattande plundring och vandalisering.